# Рібоп'єр Катерина Михайлівна
Графиня (з 1856) Катерина Михайлівна Рібоп'єр (до шлюбу Потьомкіна; нар. 15 червня 1788 — пом. 2 лютого 1872) — дружина дипломата, обер-камергера графа О. І. Рібоп'єра; кавалерственна дама ордену Святої Катерини (1826) та іспанського Ордена Королеви Марії Луїзи (13.07.1830); статс-дама двору (23.04.1854).

## Життєпис
Дочка генерал-поручика Михайла Сергійовича Потьомкіна (1744—1791) від шлюбу його з Тетяною Василівною Енгельгардт (1767—1841), племінницею князя Таврійського. Хрещениця імператриці Катерини II, на честь якої і отримала своє ім'я. Мати її, овдовівши, в 1793 році вийшла заміж за знаменитого багатія князя Миколи Борисовича Юсупова, але незабаром розійшлася з ним.
Катерина Михайлівна виховувалася разом із братами Олександром і Борисом, матір'ю в її багатому будинку на Англійській набережній, 54 в Петербурзі. З молодих років вона була знайома з Олександром Івановичем Рібоп'єром (1781—1865), сином швейцарця Жана Рібоп'єра, запрошеного в свій час до Російської імперії. Молоді люди часто бачилися і стали проявляти взаємну симпатію. Але княгиня Тетяна Василівна мріяла про більш блискучу партію для своєї дочки (так, наприклад, князь Г. С. Волконський планував одружити на ній свого сина Микиту) і довгий час не давала своєї згоди на шлюб.
Роман молодих закоханих викликав загальне співчуття. Обидва були так гарні собою (Катерина Михайлівна була красунею, сучасники знаходили в ній схожість з імператрицею Жозефіною), так і нещасні. У справу втрутилися двоюрідні брати нареченої, князі Голіцини і граф В. Г. Браницький, які були дуже дружні з Рібоп'єром. Після довгих зусиль їм вдалося отримати згоду княгині Юсупової і незабаром відбулася заручини. Вінчання було 29 вересня 1809 року в соборі Св. Ісаакія Далматського, поручителями нареченого були О. В. Васильчиков і О. О. Полянський, а нареченої — О. М. Потьомкін і М. І. Загоровський. Шлюб виявився на рідкість щасливим.

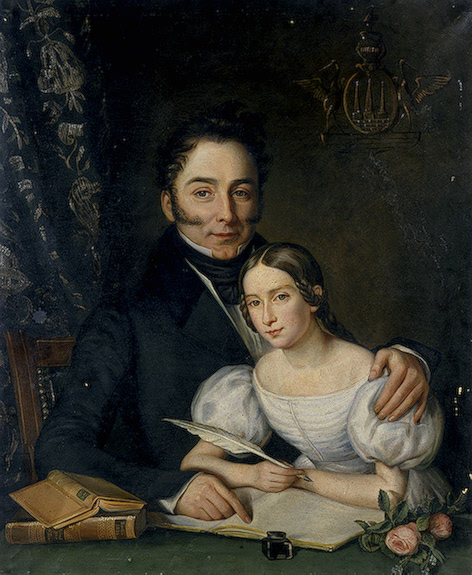
Олександр Рібоп'єр з молодшою донькою Тетяною (1836)

Перший час Рібоп'єри жили в Петербурзі у найманій квартирі в будинку купця Соколова на Гороховій і вели відкритий спосіб життя. Їх домашні вистави, в яких брала участь сама господиня, відвідувалися Олександром I і всім двором. З 1822 року Катерина Михайлівна проживала з чоловіком в Одесі, куди він був відряджений у справі порто-франко, і тримала там відкритий будинок.
В наступні роки не бажаючи розлучатися з чоловіком, вона супроводжувала його у всіх його дипломатичних призначення. У грудні 1827 року подружжя Рібоп'єрів разом з дітьми перебували на кораблі, який мало не піддався розстрілу з турецьких батарей в Босфорі під час відплиття з Константинополя закордонних дипломатичних представників після Наваринської битви. Катерина Михайлівна стояла на палубі, коли почалася стрілянина, і була схоплена офіцерами і віднесена з дітьми в каюту.
Після сильної бурі на Адріатичному морі, під час якої фрегат ледь не загинув на каменях, Рібоп'єри висадилися в Трієсті.
Деякий час вони провели у Флоренції, а потім в найнятій чудовій віллі маркіза Монтекатіні в Гатаїйолє. Після вони оселилися в Римі, в палаццо Патерно. Після укладення Андрианопольського миру в 1829 році Рібоп'єри повернулися в Константинополь. Вони жили в російському посольстві в Буюк-Дере, звідки відкривався чудовий вигляд на Босфор, а при будинку був чудовий сад. Там Катерина Михайлівна, як гостинна господиня, не раз приймав у себе султана Махмуда, який виявляв її чоловікові свою підтримку. Під час перебування Рібоп'єра з дипломатичною місією в Берліні (з 1832), Катерина Михайлівна, як і раніше, була господинею розкішних прийомів і влаштовувала великі свята в своєму будинку.
У 1839 році Рібоп'єри повернулися в Росію. Взимку вони жили в Петербурзі, а літо, зазвичай, проводили в своєму маєтку Нове Село Смоленської губернії. Подружжя були завсідниками всіх палацових зібрань, причому виділялися в вищому світі тим, що цуралися всяких інтриг і пліток. Будучи одними з найбільш наближених до двору особами, вони користувалися незмінною прихильністю імператорської сім'ї. Катерина Михайлівна з 1826 року була кавалерственою дамою ордену Святої Катерини (меншого хреста); в 1854 році отримала придворне звання статс-дами; а під час коронації імператора Олександра II (26 серпня 1856) разом з чоловіком отримала звання графів Російської Імперії.

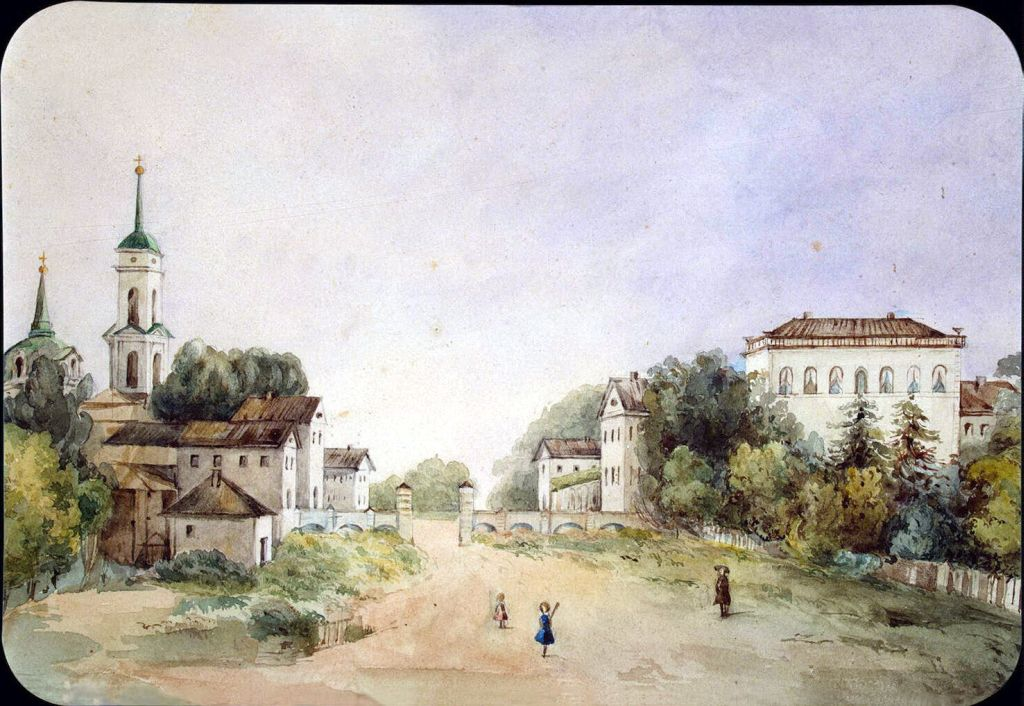
Садиба Нове Село на акварелі дочки графині Софії

За словами Доллі Фікельмон, навіть у віці мадам Рібоп'єр була на диво моложава і лицем, і фігурою. Їй була притаманна певна сварливість і педантичність, але при ближчому знайомстві вона дуже вигравала; під холодним поглядом, ховалася приємна і люб'язна особа. Вона була талановитою художницею, в її майстерні в будинку на  Великій Морській можна було знайти чудові копії з картин Ермітажу й не менш художньо виконані оригінальні картини. Одна з сучасниць писала про студію графині Рібоп'єр:
 Ми увійшли до величезного приміщення, спеціально побудованого в надвірній частині будинку, зі скляною стелею, з величезними вікнами, які завішували зеленими шторами різних форм і величини; всі стіни були зайняті картинами, більш-менш закінченими, стояли мольберти, крісла, столики, лежали розкинуті в художньому безладі дорогі тканини, службовці для моделей. 

Після смерті чоловіка в 1865 році, Катерина Михайлівна жила самотньо в Петербурзі. Останні роки вона багато хворіла і, за словами її дочки, кожен рух віддавався болями для її кісток. Під час нападів вона не могла піднятися з ліжка, «у всьому тілі у неї була вода, руки і ноги страшенно розпухли і були важкі як мармур. Разом з цим обличчя її було, як і раніше, красивим, лагідним і вона була сповнена смирення перед тим, що приготував їй Бог». 
Графиня Рібоп'єр померла в квітні 1872 року і була похована поряд із чоловіком на Тихвінському цвинтарі Олександро-Невської Лаври.

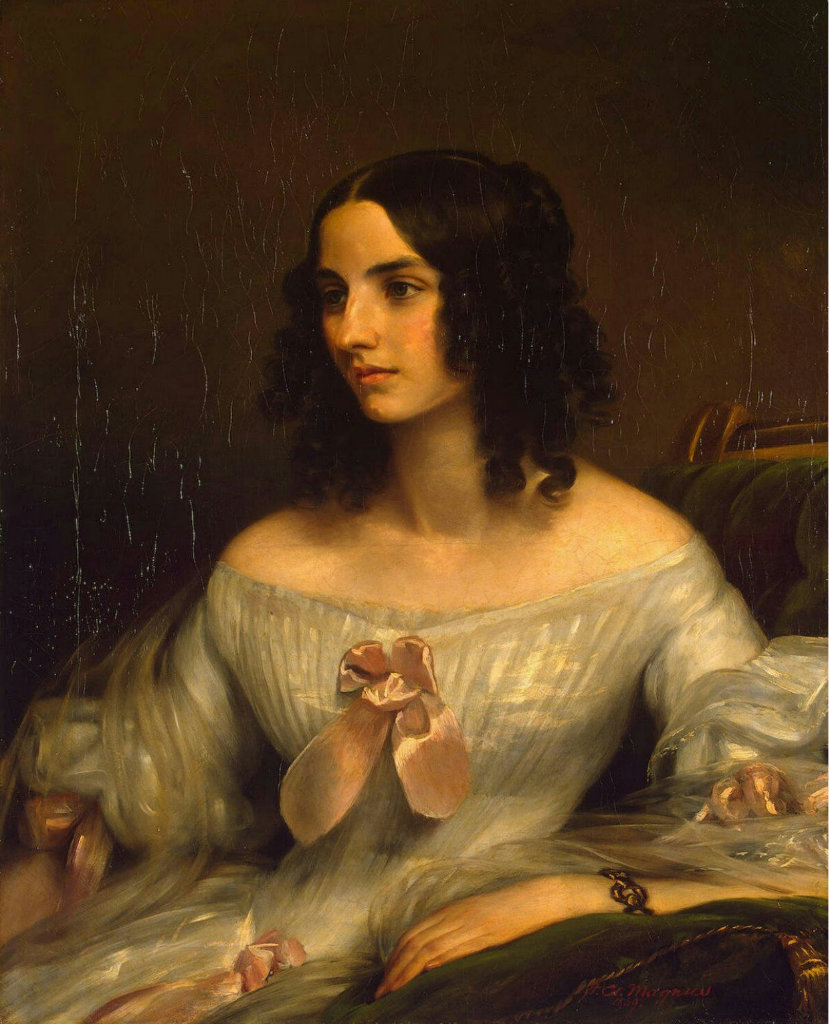
Аглая Зенден (1839)

## Родина
- Аглаїда (Ганна) Олександрівна (1812—1842), фрейліна, у шлюбі (з 4 жовтня 1840 року) з бароном Ернестом Зенденом, сином гессенського посланника в Пруссії. За словами Олександри Смирнової, Рібоп'єри не відразу погодилися на шлюб дочки з Зенденом. Подружжя жило бідно, але щасливо[11].
- Софія Олександрівна  (1813—1881), фрейліна, одружена (1836) з графом В. П. Голенищевим-Кутузовим (1803—1873).
- Михайло Олександрович (помер у дитинстві).
- Марія Олександрівна (1816—1885), фрейліна, одружена (1849) з прусським послом в Константинополі графом Жозефом Брасьє де Сен-Симоном[de] (1798—1872).
- Іван Олександрович (1817—1871), гофмейстер (1863), одружений з княжною Софією Василівною Трубецькою, донькою генерала від кавалерії, генерал-ад'ютанта, сенатора В. С. Трубецького. Їх єдиний син Георгій Іванович Рібоп'р (1854—1916) стояв біля витоків олімпійського руху в Росії, був організатором атлетичного товариства і провів перший в Росії чемпіонат з боротьби.
- Тетяна Олександрівна (1829—1879), фрейліна, дружина князя М. Б. Юсупова, мати княгині Зінаїди Юсупової.